# Neorromanticismo (literatura)
El Neorromanticismo fue una corriente literaria que se dio durante la Restauración borbónica en España, los decenios finales del siglo XIX.
Destacó especialmente en el teatro, con la figura sobresaliente de José Echegaray (1832-1916) y una pléyade de autores secundarios como Leopoldo Cano (1844-1934), Eugenio Sellés (1844-1926) y Joaquín Dicenta Benedicto (1862-1917). Cultivaban esencialmente el melodrama; un melodrama de costumbres contemporáneas con ilustres antecedentes en otras épocas pero ahora con el rasgo específico de poseer un fin ejemplarizante a través de una exposición de lo negativo, tal y como defenderá Eugenio Sellés en el prólogo a la segunda versión de una sus obras clave: Las vengadoras, de 1891.
El Neorromanticismo trató de actualizar los postulados románticos adaptándolos a la sociedad burguesa y combinando dos elementos incompatibles: el Romanticismo exagerado y el Positivismo y Realismo latentes en su tiempo, con lo que dio a luz un teatro de costumbres contemporáneas moralizante que usaba procedimientos románticos y abusaba de las situaciones trágicas y patéticas; cada una de las obras plantea un caso de conciencia, un problema ideológico o un conflicto entre deberes.  también el neorromanticismo en la literatura más importante de la época de la restauración borbonica Española
- Datos: Q6040889